# Ђурђа Пинџурова
Ђурђа Ђурова Пинџурова (буг. Гюрга Гюрова Пинджурова; Трн, 18. април 1895 — Софија, 10. новембар 1971) била је бугарска народна певачица.
Ђурђа Пинџурова је била солиста народних песама Радио Софије. Завршила је студиј соло певање у Прагу. Концертирала је по читавој Бугарској и Европи. Своју прво плочу снимила је у Бугарској 1933. године. Била је одликувана орденом у знак признања за дугогодишниј рад на популаризацији бугарске народне песме, a такође је била одликована титулом „народног уметника“. Гостовала је у Југославији неколико пута. Снимила је плочу за Југотон. Ђурђа Пинџурова је преминула 10. новембра 1971. године у Софију.
Међу неке од симболичних песме Ђурђа Пинџурова су „Омиле ми Јагодо“, „Море, чича рече да ме жени“ „Извор вода извирала“, „Та чие су тарабице“, „Гугутка гука в усое“, „Хеј, Балкан ти роден наш“ и многи други.